# ATP Challenger Tokio
Der ATP Challenger Tokio (offiziell: Tokio Challenger) war ein Tennisturnier, das von 1981 bis 1983 jährlich in Tokio, Japan, stattfand. Es gehörte zur ATP Challenger Tour und wurde im Freien auf Hartplatz gespielt. John Fitzgerald ist mit je einem Titel in Einzel und Doppel einziger mehrfacher Sieger.

## Liste der Sieger

### Einzel
| Jahr | Sieger          | Finalgegner    | Ergebnis      |
| ---- | --------------- | -------------- | ------------- |
| 1983 | Tsuyoshi Fukui  | Michael Wayman | 6:4, 6:0      |
| 1982 | Nduka Odizor    | Jim Gurfein    | 6:4, 3:6, 6:1 |
| 1981 | John Fitzgerald | Roland Stadler | 6:2, 6:3      |

### Doppel
| Jahr | Sieger                       | Finalgegner                | Ergebnis |
| ---- | ---------------------------- | -------------------------- | -------- |
| 1983 | Charles Strode Morris Strode | David Dowlen Jeff Turpin   | 6:3, 6:4 |
| 1982 | Pat Cash Craig A. Miller     | Bruce Derlin David Mustard | 6:2, 6:2 |
| 1981 | John Fitzgerald Wayne Pascoe | Cliff Letcher Warren Maher | 6:1, 7:6 |